# Тагиров, Гаджи Расулович
Гаджи Расулович Тагиров (10 июня 1967, Унчукатль, Лакский район, Дагестанская АССР, РСФСР, СССР) — российский армрестлер, чемпион мира и Европы.

## Спортивная карьера
Начал самостоятельно тренироваться силовыми упражнениями, затем с 1993 года увлекся армрестлингом. Является одним из основоположников армспорта в Дагестане. В 1995 году стал обладателем Кубка «Золотой медведь». С 1996 по 1999 годы становился чемпионом России, в 1999 году стал чемпионом Европы. В 1999 году на чемпионате мира в Токио стал двукратным победителем, как в весе до 100 кг на правой руке, так и в весовой категории до 110 кг по левой руке. Выступал в составе в сборной мира в матчевой встрече сборная мира – сборная Европы. Лучший армрестлер России 1999 года.

## Личная жизнь
По национальности — лакец. В 1984 году окончил шамхальскую среднюю школу. В 2005 году окончил Дагестанский государственный педагогический университет, физкультурный факультет.